# Iso-Marlboro IR

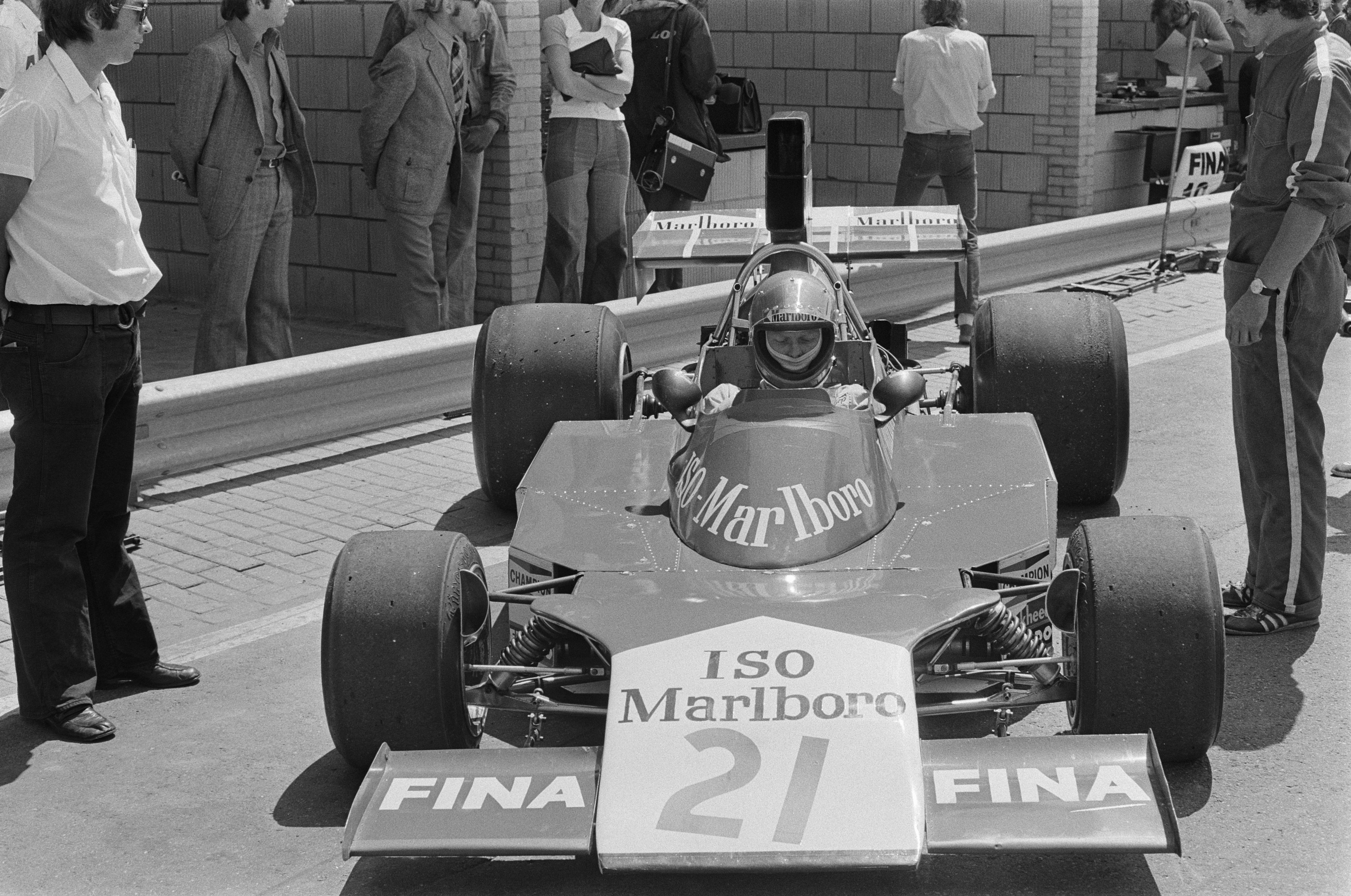
Gijs van Lennep im Iso-Marlboro IR1 beim Großen Preis der Niederlande 1974

Iso-Marlboro IR ist die Modellbezeichnung dreier Formel-1-Rennwagen, die das britische Motorsportteam Frank Williams Racing Cars 1973 konstruierte und in den Jahren 1973 bis 1975 in der Formel-1-Weltmeisterschaft an den Start brachte. Die Bezeichnung des Fahrzeugs leitet sich von dem italienischen Sportwagenhersteller Iso Rivolta und der Zigarettenmarke Marlboro ab, die die Entwicklung und den Einsatz des Fahrzeugs finanzierten. Die drei Exemplare der Modellreihe sind weitestgehend baugleich. 1974 wurde die Modellbezeichnung in Iso-Marlboro FW geändert, 1975 trugen zwei der Autos die Modellbezeichnung Williams FW.

## Hintergrund
1973 und 1974 entstanden auf der Grundlage einer Konstruktion von John Clarke insgesamt drei Fahrzeuge, die sich technisch kaum voneinander unterschieden. Die Autos entstanden in einer Zeit, in der das Williams-Team finanziell angeschlagen war. Es konnte sich keine Testfahrten leisten, konnte die Autos zeitweise nicht sachgerecht instand halten und war regelmäßig auf den Einsatz von Paydrivern angewiesen. In drei Jahren gingen die Autos bei 56 Rennen an den Start und wurden dabei von insgesamt 18 verschiedenen Rennfahrern pilotiert. Das erfolgreichste Exemplar war der FW03, mit dem Arturo Merzario beim Großen Preis von Italien Vierter wurde.

## Nomenklatur
Die 1973 verwendete Bezeichnung Iso-Marlboro IR leitet sich von Iso Rivolta sowie der Zigarettenmarke Marlboro ab, die die Entwicklung und den Einsatz des Fahrzeugs finanzierten. Die anschließenden Ziffern bezeichnen die einzelnen Chassis, nicht dagegen eine Baureihe. Erst mit dem Williams FW04 von 1975 ging das Team dazu über, mehrere Exemplare einer Baureihe unter einer einheitlichen Bezeichnung zusammenzufassen.
Als Iso infolge wirtschaftlicher Schwierigkeiten zu Beginn des Jahres 1974 in Zahlungsverzug geriet, änderte Williams die Modellbezeichnung auf Iso-Marlboro FW02 (FW für Frank Williams). Nach der Insolvenz Iso Rivoltas 1975 wurde der Markenname der Modellfamilie von Iso-Marlboro auf Williams umgestellt.

## Die einzelnen Chassis

### Chassis 01
Das erste Chassis erschien beim Großen Preis von Spanien unter der Bezeichnung Iso-Marlboro IR1. In der Saison 1974 wurde es als Iso-Marlboro FW01 gemeldet. 1975 erschien das Auto nicht mehr.

### Chassis 02
Das zweite Chassis erschien als Iso-Marlboro IR2 ebenfalls in Spanien 1973. Beim Großen Preis von Deutschland 1973 wurde es bei einem Unfall zerstört. In der Folgezeit baute Williams ein neues Chassis auf, das ebenfalls die Bezeichnung IR2 erhielt. 1974 wurde es als Iso-Marlboro FW02 gemeldet, 1975 erschien es als Williams FW02.

### Chassis 03
Das dritte Chassis erschien erstmals beim Großen Preis von Spanien. Bei seinem Debüt trug es die Bezeichnung Iso-Marlboro FW03, 1975 hieß es Williams FW03. Nach einem Unfall wurde es zum Großen Preis von Österreich 1975 neu aufgebaut; das neue Fahrzeug behielt die Chassisnummer 03.

## Weiterverwendung
1975 wurde die IR-Baureihe durch den Williams FW04 abgelöst. Das Auto verwendete einige Komponenten der inzwischen stillgelegten Modelle IR1/FW01 und IR2/FW02. Der FW03 wurde dagegen im Herbst 1975 an den Schweizer Rennfahrer Loris Kessel verkauft. Kessel nahm einige Detailänderungen an der Karosserie vor und meldete den Wagen zu den Italien 1976 und 1977 unter der Bezeichnung Apollon-Williams. In beiden Fällen kam es nicht zu einer Rennteilnahme.